# Электрон (Marvel Comics)
Электрон (англ. Electron) — персонаж, появившийся в комиксах издательства издательства Marvel Comics. Электрон - воин, служащий в Элитной Императорской гвардии. Он представитель космической расы Ши’ар, способен управлять электрической энергией. 

## Биография
Электрон присоединился к Императорской гвардии для сражений с Людьми Икс и Звёздными Братьями, в то время когда Кришн М’Краана боролся за власть в империи. Он с Императорской гвардией сражался с Ромом и его Космическими Рычарями. Вместе со Смертельной птицей Электрон начал битву против Экскалибура и Старджемерса.
Во время операции «Шторм в Галактике», Электрон отправился к Оракле и Темпесту чтобы помочь им взять Рика Джонса, тем временем Варстар бился с Капитаном Америка.
Трое гвардейцев отправились в Храм Крии для сражения с Живой Молнией, но ему удалось сбежать от них. Электрон был с членами Императорской гвардией, с которыми он претендовал на разрушенную Империю Крии.
Электрон стал одним из членов Императорской гвардии, корпус которых был размещён и находился на Земле некоторое время. Он участвовал в сражении с гвардией против Вулкана.

### Inspiration
Некоторые персонажи из Императорской гвардии, частично основаны на персонажах из DC Comics — Легиона супергероев. Электрона придумали на основе персонажа из комикса LSH Cosmic Boy.

## Силы и способности
- Сверхчеловеческая сила — Электрон представитель инопланетной расы Ши’ар, это делает его более сильным чем обычного человека.
- Рукопашный бой — он лучше чем обычный человек обучен рукопашному бою с применением оружия.
- Управление энергией — Электрон способен создавать магнитную и электромагнитную энергию при помощи которой он может перемещать металлические объекты.

- Оборудование
  - Бронежилет — сделан из ткани имитирующих свойства нестабильных молекул, что делает его непробиваемым.